# 프리메이슨 목록 (A–D)
이 문서는 유명한 프리메이슨 멤버들의 A부터 D 까지의 알파벳순 명단, 목록을 제공한다. 프리메이슨리(Freemasonry)는 전 세계적으로 많은 형태로 존재하는 친목 단체이다. 역사를 통틀어서, 어떤 회원들은 자신이 프리메이슨 회원이라는 사실을 공개하지 않았지만, 다른 회원들은 공개하였다. 프리메이슨의 기록을 뒤져봐야 신분을 증명할 수 있는 경우도 존재한다. 이러한 기록은 대부분 개별 롯지 수준에서 보관되며 화재, 홍수, 품질의 악화 또는 단순한 부주의로 인해 손실 될 수 있다. 그랜드 롯지의 관리는 변화 또는 재편성되어 회원 또는 이름, 번호, 위치 또는 존재에 대한 기록이 추가로 손실되었을 수도 있다. 정부가 프리메이슨을 억압 한 지역에서는 전체 그랜드 롯지의 기록이 파괴되었다. 이 때문에 프리메이슨 회원 자격을 확인하기 어려울 수 있다. 
이 목록에 있는 사람들에 대한 증거의 기준은 매우 다양할 수 있다. 검증된 롯지 소속이 없는 일부 인물은 믿을만한 출처가 '비밀' 신호와 출입증을 잘 알고 있다는 입증되지 않은 증거를 제시하면 프리메이슨이라고 주장하지만, 
다른 인물들은 이들을 가입시킨 롯지에 대한 전문적인 질문에 거부당한다. 가능한 경우, 구체적인 롯지 회원 자격 정보가 제공되며, 다른 출처에서 심각한 확인 질문이 있는 경우, 이 정보도 표시된다. 
이 목록은 아직 불완전하므로, 확장하여 도와주길 바랍니다.

## A
- 존 애벗 (1821~1893), 캐나다의 정치인이자, 총리(1891~1892).

- 로버트 셍스태크 애벗 (1868 ~ 1940), 아프리카계 미국인 언론인이었으며, 후에 국가에서 가장 크고 가장 영향적이 된 흑인 신문 《시카고 디펜더》의 창시자.

- 버드 애벗 (1895 ~ 1974), 미국의 배우 및 희극인이다. 루 코스텔로와 애벗과 코스텔로로도 활동하였다.

- 로이 에이커프 (1903 ~ 1992), 미국의 싱어송라이터이다. 흔히 "컨트리 음악의 왕"으로 알려져 있다.
- 알렉산드르 1세 (1777 ~ 1825), 러시아 제국의 황제(재위 1801년 3월 23일 ~ 1825년 12월 1일)이다. 러시아 제국에 일부 프리메이슨이 정치력을 끼치는 것을 우려해 1822년 프리메이슨리를 금지하였다.[1]
- 스티븐 오스틴 (1793 ~ 1836), 흔히 "텍사스의 아버지(Father of Texas)"으로 잘 알려져 있다. 1800년대 초, 텍사스에 미국 이주민들 300가구가 처음으로 정착할 수 있도록 도왔고, 나중에 더 많은 이주민들이 모이자, 이들과 함께 텍사스 독립의 기초를 닦은 사람이다.